# Puertoricaanse troepiaal
De Puertoricaanse troepiaal (Icterus portoricensis) is een zangvogel uit de familie Icteridae (troepialen).

## Verspreiding en leefgebied
Deze soort is endemisch in Puerto Rico, gelegen in het oostelijk deel van de Caraïbische Zee.